# Grande (tijdschrift)
Grande was een Belgisch maandblad dat werd uitgegeven door Himalaya nv, een holding die voor 50% in handen is van Roularta Media Group en voor de overige 50% in handen van de oprichters.
Het blad verscheen zowel in het Nederlands (sinds september 2000) als in het Frans (sinds maart 2003) heeft een gezamenlijke oplage van 37.931 exemplaren en een leesbereik van 250.000 lezers. Hoofdredacteur is Koen Van Wichelen en de hoofdzetel is gelegen te Zaventem. Grande bracht een mix van reistips en lifestylenieuws.
Er bestond ook een Nederlandse versie die gemaakt wordt door een eigen redactie met hoofdzetel te Bussum. Het blad kwam voor het eerst op de markt in februari 2004.

## Grande-Award
Prijs die wordt uitgereikt aan het beste reisprogramma:
- 2011: Missie Amazone (VTM) van Rob Vanoudenhoven[7]
- 2010: Grenzeloos. Reis langs het IJzeren gordijn in Vlaanderen Vakantieland (vrt) met Erika Van Tielen op basis van het gelijknamige boek van Peter Jacobs en Erwin De Decker (Lannoo, 2009)[8]
- 2009: Expeditie Columbus (vrt) van Nic Balthazar[9]
- 2008: Terug naar Siberië (vrt) van Martin Heylen[10]

## Naar een digitaal platform
In 2016 is de uitgave van het papieren tijdschrift gestopt. Sindsdien zijn de werkzaamheden voortgezet als een digitaal platform.